# Lotus alpicola
Lotus alpicola är en ärtväxtart som först beskrevs av Günther von Mannagetta und Lërchenau Beck, och fick sitt nu gällande namn av Miniaev, Ulle och Krytzka. Lotus alpicola ingår i släktet käringtänder, och familjen ärtväxter. Inga underarter finns listade i Catalogue of Life.